# Thương Khê
Thương Khê (chữ Hán giản thể: 苍溪县, Hán Việt: Thương Khê huyện) là một huyện thuộc địa cấp thị Quảng Nguyên, tỉnh Tứ Xuyên, Cộng hòa Nhân dân Trung Hoa. Huyện này có diện tích 2330,19 km2, dân số năm 2002 là 770.000 người.
Huyện Thương Khê được chia thành 22 trấn, 17 hương.
- Trấn: Lăng Giang, Nguyên Bá, Kỳ Bình, Đông Khe, Vân Phong, Đông Thanh, Ngũ Long, Vĩnh Ninh, Tam Xuyên, Long Vương, Bạch Dịch, Ly Giang, Nhạc Đông, Cao Pha, Thạch Mã, Văn Xương, Long Sơn, Bát Miếu, Bạch Kiều, Uyên Khê, Hoán Mã, Vận Sơn.
- Hương: Long Động, Bạch Sơn, Trung Thổ, Kiều Khê, Trích Thủy, Tân Quan, Thiền Lâm, Bạch Hạc, Nguyệt Sơn, Hà Địa, Thạch Môn, Thạch Táo, Hoàng Miêu, Bành Điếm, Đình Tử, Song Hà, Ung Hà.